# Pietro Gualdi Lodrini
Pietro Antonio Gualdi Lodrini, battezzato Pietro Antonio Lodrini e la famiglia chiamata Odrini (Nembro, 23 dicembre 1716 – 1784 circa), è stato un pittore italiano.

## Biografia
Pietro Antonio Gualdi era figlio di Simeone di Domenico Lodrini e di Maria Zuccotti; il certificato di battesimo avvenuto il 26 dicembre, riporta il solo cognome Lodrini ma nei documenti successivi e nelle diverse fonti si alternano entrambi i cognomi o solo uno dei due, le sue opere vennero da lui firmate con il solo cognome Gualdi.

Nel 1743 sposò Annunciata Ragazzoni, dalla quale ebbe 8 figli..
Imparò la tecnica del disegno dalla scuola di Fra Galgario per ben nove anni, e per altri cinque si trasferì a Roma  alla scuola di Placido Costanzi. Malgrado risulti sempre residente nelle bergamasca si ha certezza del suo soggiorno romano essendo stato ricoverato presso l'ospedale denominato l'Arciconfraternita dei Bergamaschi dal 5 agosto al 2 settembre 1737

Precedenti a questa data, non si conoscono sue opere,  se non si considera il ritratto Giovane con tricorno conservato nella pinacoteca dell'Accademia Carrara di Bergamo, che qualcuno assegna al Fra Galgario, e altri, come il catalogo Borsetti al Gualdi.
Grazie a lavori di ristrutturazione di alcune chiese, il pittore otterrà la commissione per la realizzazione di alcune tele, anche se fino al 1754 le sue opere non furono documentate, è di questi anni la tela della Vergine del Rosario, santi e anime purganti  della chiesa della Santissima Trinità a Serina la prima a dargli riconoscenza.

Il Gualdi è stato un pittore dal tratto discontinuo, condizionato dalla scuola del Fra Galgario, saprà curare particolari dettagli di una tela, tralasciandone la prospettiva, che a volte si presenta scorretta. Dopo il primo ottobre 1784, giorno in cui viene datata l'ultima sua opera, non si è più notizia di attività del pittore.

## Opere
Poche sono le opere del Gualdi documentate, alcune sono andate perse altre non sono state a lui assegnate:
- Compianto sul Cristo morto parrocchia di Colognola al Piano[5]
- Vergine del rosario  parrocchia di Colognola al Piano
- Madonna del Rosario parrocchia si San Lorenzo Alzano
- ancona Martirio dei Santi Gervasio e Protasi parrocchia di Bariano
- Tela dei santi Francesco di Sales e Luigi Gonzaga seminario di Bergamo
- affreschi del santuario di Roncallo presso Pontida
- Ritrovamento di Mosè e Il riconoscimento di S. Rocco chiesa di San Rocco frazione Viana di Nembro[6]
- San Vincenzo Ferrer e una ammalata[7]